# لو گردور

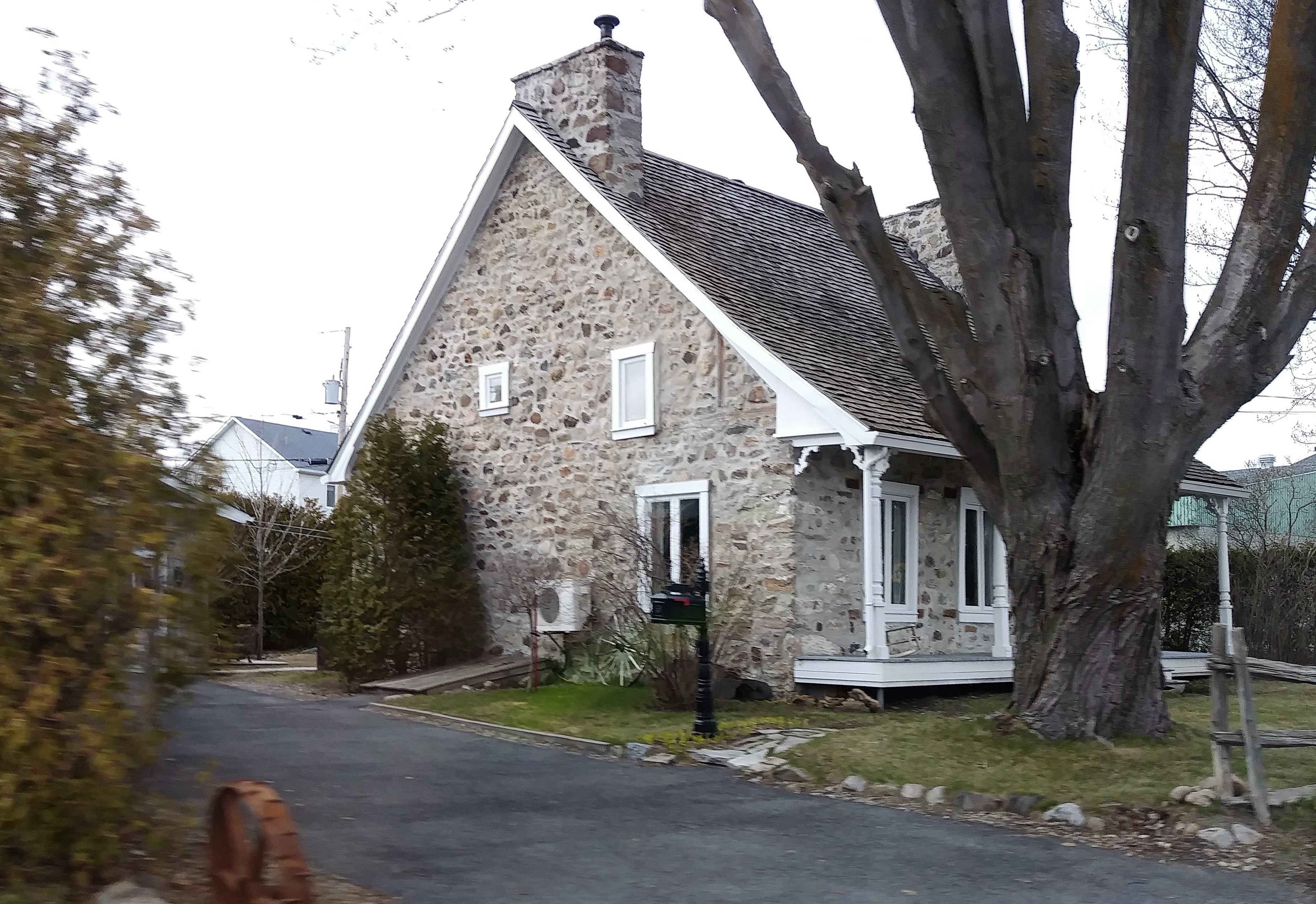
تصویر خانه ای در محله "لو گردور"

لو گردور (به انگلیسی: Le Gardeur) یک محله در کانادا است که در رپانتینی، کبک واقع شده‌است. لو گردور ۳۷٫۲۹ کیلومتر مربع مساحت و ۲۱٬۴۱۳ نفر جمعیت دارد.